# Fietsersbond
La federación ciclista Fietsersbond es una organización que representa los intereses de los usuarios de bicicleta en los Países Bajos la cual trabaja para la expansión y el mejoramiento de la infraestructura amistosa con la bicicleta.
La labor del Fietsersbond se realiza mediante lobby y trabajando con todos los niveles de gobierno en las políticas de planeación urbanística para mejorar las condiciones de ciclismo y para hacer que las ciudades y zonas rurales de los Países Bajos sean más seguras y permitan una movilidad más fácil para la población que se moviliza en bicicleta, la cual tiene una gran proporción: aproximadamente 5 de los 16.8 millones de holandeses.
La federación de ciclistas presiona a los políticos y al servicio civil en todos los niveles, nacional, provincial y local - para lograr, entre otras cosas:
- Excelente y directa infraestructura de ciclismo con un objetivo constante para ideas y diseños nuevos.
- Más y mejores cicloparqueaderos.
- Acciones efectivas contra el robo de bicicletas.
- Mayor seguridad para los ciclousuarios.

La federación también proporciona y conduce: 
- Desarrollo de un planificador de rutas en bicicleta , mantenido por voluntarios[4] apoyado mediante crowdsourced.
- Asesorar a las autoridades locales, regionales y nacionales sobre la política en materia de ciclismo urbano.
- Campañas nacionales y regionales sobre instalaciones ciclistas, seguridad vial e iluminación de bicicletas.
- Investigaciones sobre uso de bicicletas en Holanda.

El "Fietsersbond" tiene unos 35.000 miembros, más de 1500 voluntarios activos, se organiza mediante 150 ramas locales a través del país, y se organiza de su oficina nacional en Utrecht que cuenta con un personal de 45 miembros. Es miembro de la Federación Europea de Ciclistas (ECF) y es socio principal de la Dutch Cycling Embassy. Publica una revista de miembros trimestrales llamada "Vogelvrije Fietser" ("Ciclista libre como un pájaro" y al mismo tiempo "El ciclista forajido"). También realiza los premios Fietsstad cada pocos años donde se reconoce a un pueblo o ciudad neerlandesa que ha trabajado notablemente en la mejora y la expansión de su infraestructura para ciclousuarios.
(Flandes, la parte de Bélgica que habla holandés, tiene su propia federación de ciclistas, también llamada Fietsersbond.